# Sockerfåglar
Sockerfåglar (Promeropidae) är en liten familj av ordningen tättingar. Familjen omfattar idag endast släktet Promerops med de två arterna kapsockerfågel (P. cafer) och drakensbergsockerfågel (P. gurneyi). Tidigare inkluderades även de tre arterna i fläckhakar (Modulatricidae) och vissa gör det fortfarande.